# Andrei Xepkin
Andrei Xepkin (en ukrainien : Андрій Щепкін, retranscrit en français Andriy Chtchepkine), né le 1er mai 1965 à Zaporojié en URSS (aujourd'hui en Ukraine), est un joueur de handball évoluant au poste de pivot. D'abord soviétique, il devient ukrainien après la dislocation de l'URSS avant d'être naturalisé espagnol en 1997,. 

## Biographie

### Parcours en club
Xepkin commence sa carrière dans le club de sa ville natale, le ZTR Zaporijia. À la suite de la dislocation de l'URSS, comme de nombreux autres joueurs soviétiques, il quitte le Bloc de l'Est pour l'Europe de l'Ouest, au grand dam du sélectionneur russe Vladimir Maksimov. Il rejoint ainsi l'Espagne où il évolue au Maristas de Málaga puis au CBM Alzira Avidesa.
En 1993, il signe au FC Barcelone avec il remportera de très nombreux titre jusqu'à sa fin de carrière en 2005 : 9 coupes d'Europe, 6 championnats d'Espagne et 10 coupes nationales d'Espagne.
En 2007, il effectue une pige pour le club allemand du THW Kiel avec lequel il remporte le championnat et la coupe et surtout la Ligue des champions 2007, ce qui fait de lui l'unique recordman de victoires dans la compétition avec 7 titres. En 2007-2008, il évoluera de nouveau pour le FC Barcelone.

### Parcours en équipes nationales
Il évolue tout d'abord avec l'équipe nationale d'URSS avec laquelle il remporte notamment une médaille d'argent au Championnat du monde 1990. Après la chute de l'URSS, il évolue pour l'équipe nationale d'Ukraine.
En 1997, il acquiert la nationalité espagnole. Avec l'Espagne, il participe notamment aux championnats d'Europe en 1998 et en 2000 où il remporte respectivement une médaille d'argent et une médaille de bronze. Il est par ailleurs élu meilleur pivot de ces deux compétitions. Enfin, aux Jeux olympiques 2000 de Sydney, une nouvelle médaille de bronze vient compléter son palmarès.

### Transcription de son nom
La transcription de son nom donne Andrij Chtchepkine depuis l'ukrainien ou Andreï Chtchepkine depuis le russe. Toutefois, lorsqu'il acquiert la nationalité espagnole, son nom s'écrit alors Andrei Xepkin suivant la transcription catalane et est donc la transcription communément utilisée.

## Résultats

### En clubs
compétitions internationales
- Vainqueur de la Ligue des champions (7) : 1996, 1997, 1998, 1999, 2000, 2005, 2007
  - Finaliste en 2001
- Vainqueur de la Coupe des coupes (2) : 1994, 1995
- Vainqueur de la Coupe de l'EHF (1) : 2003
- Vainqueur de la Supercoupe d'Europe (5) : 1996, 1997, 1998, 1999, 2003

compétitions nationales
- Vainqueur du Championnat d'Espagne (6) : 1996, 1997, 1998, 1999, 2000, 2003
- Vainqueur de la Coupe du Roi (5) : 1994, 1997, 1998, 2000, 2004
- Vainqueur de la Coupe ASOBAL (5) : 1995, 1996, 2000, 2001, 2002
- Vainqueur de la Supercoupe d'Espagne (8) : 1993, 1996, 1997, 1999, 2000, 2003, 2008
- Vainqueur du Championnat d'Allemagne (1) : 2007
- Vainqueur de la Coupe d'Allemagne (1) : 2007

### En équipes nationales
- Championnat du monde
  -  Médaille d'argent au Championnat du monde 1990 avec  Union soviétique
  - 4e place au Championnat du monde 1999 avec  Espagne
  - 5e place au Championnat du monde 2001 avec  Espagne
- Championnat d'Europe
  -  Médaille d'argent au Championnat d'Europe 1998 en Italie avec  Espagne
  -  Médaille de bronze au Championnat d'Europe 2000 en Croatie avec  Espagne
- Jeux olympiques[1],[2]
  -  Médaille de bronze aux Jeux olympiques 2000 de Sydney avec  Espagne
- Goodwill Games
  -  Médaille d'argent aux Goodwill Games 1986
  -  Médaille d'argent aux Goodwill Games 1990

### Distinctions individuelles
- Élu meilleur pivot des Championnats d'Europe 1998 et 2000
- Élu meilleur pivot des 20 ans de la Ligue des champions entre 1993 et 2013[7],[8]